# ラリエット
ラリエット（lariat）とは、留め金がなくループになったひも状の首または髪の毛に身に着ける装身具である。真珠や金属、天然石などの素材が連なった形状をしており、ネックレスと似た使い方をされることも多いが、留め金がない点と、頭部の装飾にも使われる点で、両者は区別される。輪にするための留め金がないため、首に巻いて垂らす場合は、自らの重み、または飾りを兼ねた錘で安定させる。髪の毛には、単に乗せて自重で安定させるか、または結った髪に編み込んだり、ヘッドドレスやベールなどの髪の毛に固定する機能を備えた装身具と組み合わせて使われることも多い。
投げ縄(英語：lariat)に由来して名付けられた、